# Камасари (футбольный клуб)
«Камасари» — бразильский футбольный клуб из одноимённого города. В 2010 году клуб выступал в Серии D Бразилии.

## История
Клуб основан 8 ноября 1968 года, домашние матчи проводит на арене «Эстадио Армандо Оливейра», вмещающей 7 000 зрителей. Главным достижением «Камасари» являются победы во втором дивизионе чемпионате штата Баия, в 1991 и 1997 годах.

## Достижения
- Лига Баияно (второй дивизион):
  - Чемпион (2): 1991, 1997.